# Dresde vue de la rive droite de l'Elbe au-dessus du pont Auguste
Dresde vue de la rive droite de l'Elbe, au-dessus du pont Auguste, est une huile sur toile du peintre italien de paysages urbains Bernardo Bellotto. Peint en 1747, il représente le point de vue de Dresde vu de la rive droite de l'Elbe, avec la Frauenkirche de Dresde, la Cathédrale de Dresde, et le pont Auguste. Un an plus tard, il peint une autre œuvre intitulée Dresde vue de la rive droite de l'Elbe en dessous du pont Auguste, regardant dans l'autre sens à partir du pont Auguste. Les deux peintures sont conservées dans la collection permanente de la Gemäldegalerie Alte Meister,. Les peintures ont été d'une aide inestimable dans la reconstruction de parties de la ville détruites pendant la Seconde Guerre mondiale.

## Listes de répliques
Entre 1751 et 1753, Bellotto a également exécuté de petites répliques de ces deux tableaux. Il y a quelques autres répliques de sa propre main.
- Vue de Dresde avec la Frauenkirche à gauche, 1747, North Carolina Museum of Art[4].
- Dresde de la rive droite de l'Elbe, au-dessus du pont Auguste, vers 1750, National Gallery of Ireland[5].
- Dresde de la rive droite de l'Elbe, au-dessus du pont Auguste, 1751-53, Collection Privée[6]. Prêté au Musée Getty depuis 2016.

Aussi, il y a quelques répliques de ses disciples, mais les techniques de peinture sont beaucoup plus rugueuses,.

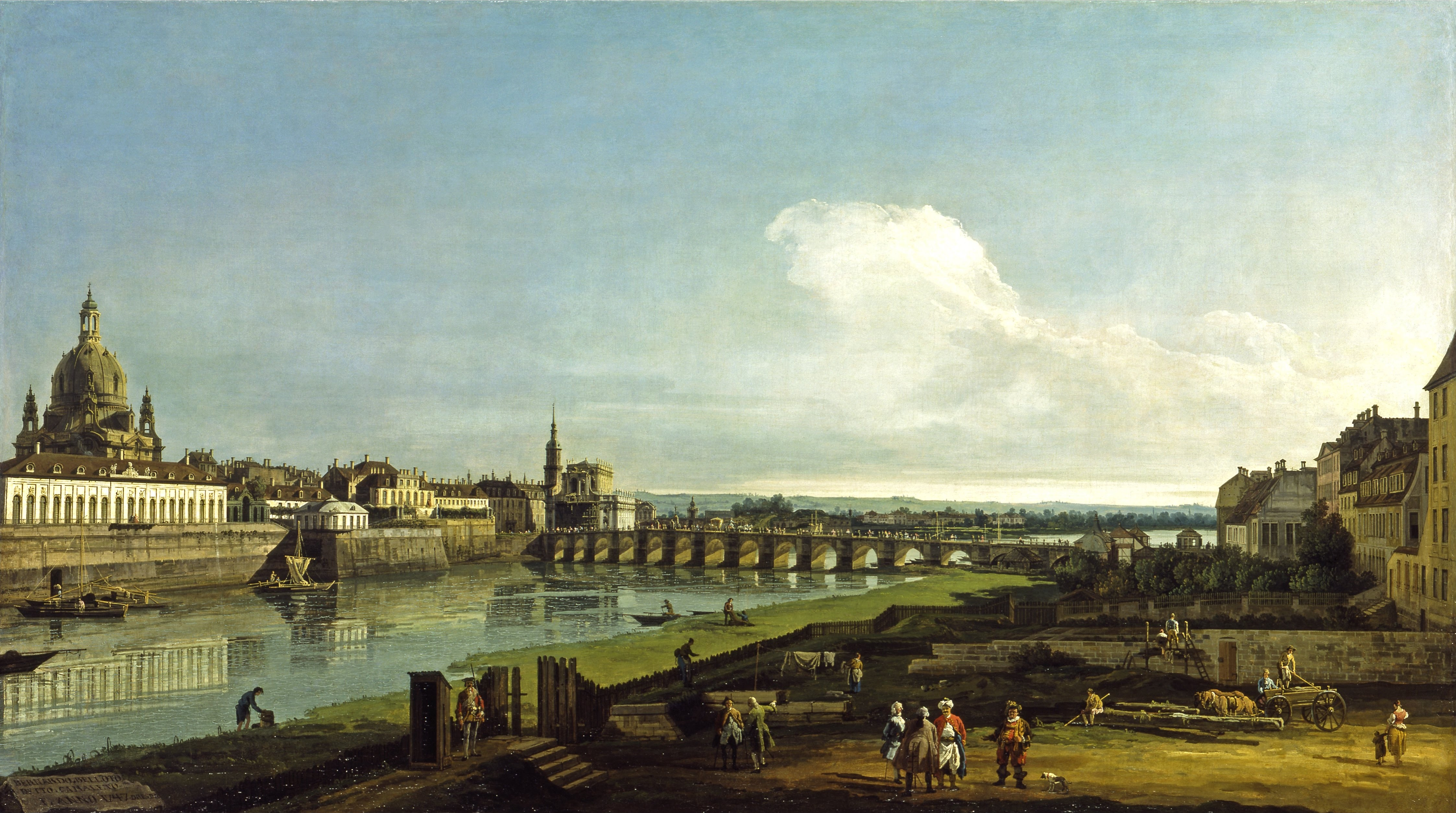
Réplique de la North Carolina Museum of Art
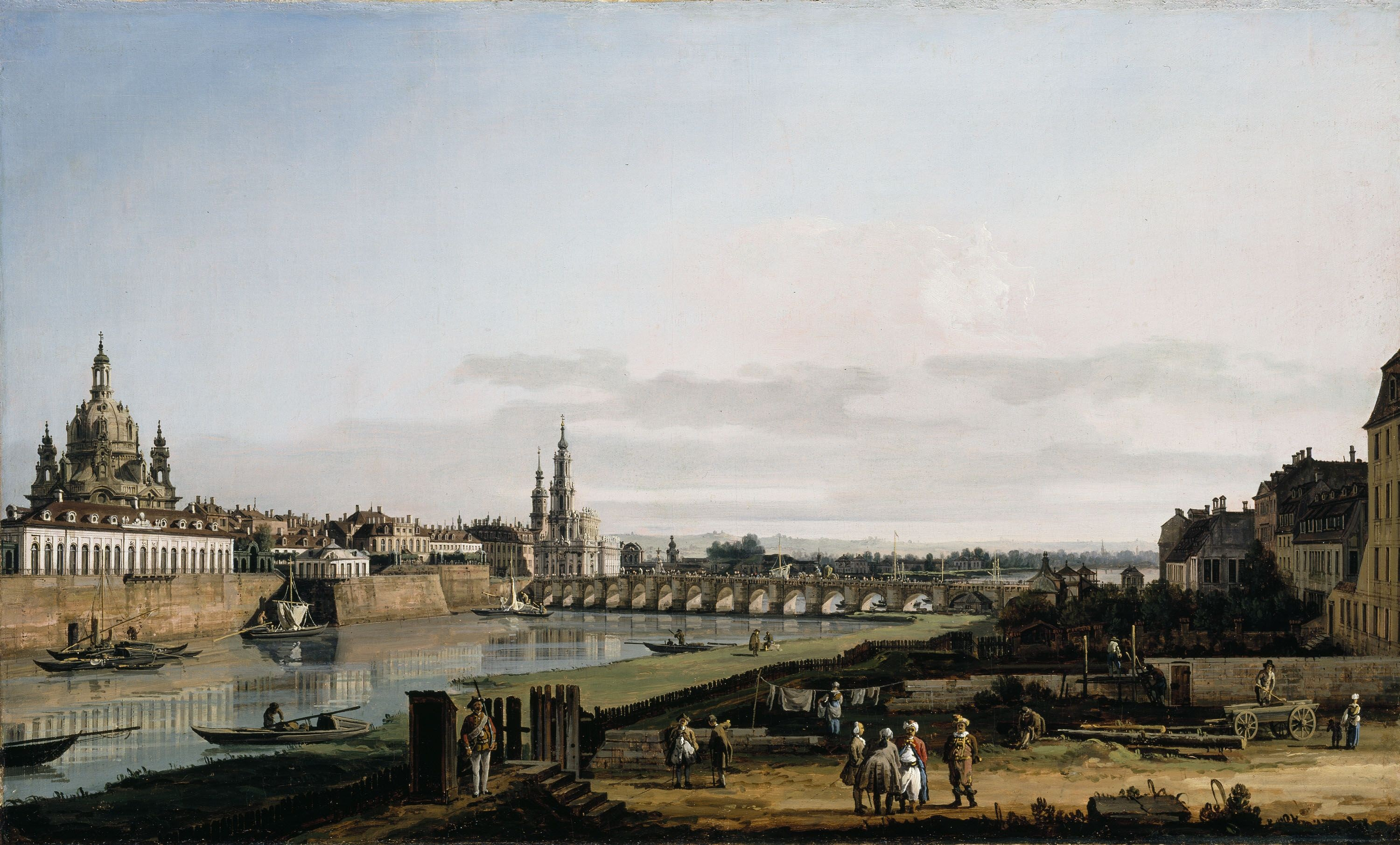
Réplique de la National Gallery of Ireland